# Diors
Diors település Franciaországban, Indre megyében. Lakosainak száma 755 fő (2022. január 1.). Diors Déols, Étrechet, Mâron, Montierchaume, Neuvy-Pailloux és Sainte-Fauste községekkel határos.

## Népesség
A település népességének változása:
| Lakosok száma | 291  | 546  | 617  | 767  | 763  | 778  | 785  | 749  | 749  | 755  |
|               | 1968 | 1982 | 1990 | 2006 | 2013 | 2015 | 2017 | 2019 | 2020 | 2022 |